# Mastodontul
Mastodontul este un film românesc din 1975 regizat de Virgil Calotescu. Rolurile principale au fost interpretate de actorii Toma Caragiu, Gheorghe Dinică și Liviu Ciulei.
Acțiunea filmului se petrece la finalul celui de-al Doilea Război Mondial, când o echipă de activiști comuniști sunt trimiși în satul Ardepământ să vândă gaz țăranilor și să ducă muncă politică. Grupul condus de Ilie Gogan (Toma Caragiu), maistru la rafinăria Vega, intră în conflict cu țăranii considerați reacționari, dar și cu reprezentanții firmei "Columbiana", aflată în sat pentru a obține harta zăcământului de petrol ce urma să fie exploatat. Deși comuniștii reușesc să facă primii rost de plan și de oasele unui mastodont descoperit de către inginerul Oscar Ocolescu (Emil Botta), aceștia își pierd viața, singurul supraviețuior fiind tânărul muncitor Trică (Dan Nuțu).

## Rezumat
Filmul rememorează o serie de evenimente ce au avut loc în jurul anului 1946, după finalul celui de-al Doilea Război Mondial. Un grup de muncitori sunt trimiși în satul Ardepământ să vândă petrol țăranilor și să facă rost alimente pentru cantina economatului. În drum spre sat, aceștia se întâlnesc cu inginerul Emilian Enciu (Constantin Codrescu), căruia i s-a defectat mașina și care îi însoțește în sat. Inginerul le povestește despre faptul că geologul petrolist Oscar Ocolescu (Emil Botta) a descoperit oasele unui mastodont într-un zăcământ de petrol și despre interesul unor agenți străini asupra hărții zăcământului, societatea anonimă pe acțiuni "Columbiana" având drept de exploatarea a petrolului pe o perioada de 90 de ani.
În sat izbucnește un conflict între cârciumarul Ilarie Micu (Gheorghe Dinică) și autoritățile statului. Primarul Lache (Colea Răutu) primește ajutorul grupului de activiști condus de Ilie Gogan (Toma Caragiu) și începe o muncă de lămurire a țaranilor, deși în sat erau doar patru comuniști. Țăranca vaduvă Floarea (Dorina Lazăr) le oferă muncitorilor curtea ei, acolo unde Petre Alexiu (Ernest Maftei) și Panait (Grigore Gonța) repară uneltele țăranilor săraci. Amenințați de cârciumar să părăsească satul, Ilie Gogan și ceilalți membrii ai grupului îl iau ostatic pe Micu și se duc împreună cu acesta la casa inginerului Ocolescu.
Fiind însoțoți de Enciu, bătrânul geolog le oferă reprenzentanților statului scheletul mastodontului descoperit de acesta. Pentru a-l elibera pe cârciumar, mai mulți tărani conduși de Ananie Păun (Ion Anghel), vin la casa inginerului, însă sunt amenințați de către Enciu. Între timp, Mitică "D.K.W." (Jean Constantin) este trimis în sat să anunțe secretarul de partid. Duduca Hortensia (Olga Tudorache), soția lui Ocolescu, îl cheamă pe Micu și îl convinge să se supună autorităților.
Reprezentanții firmei "Columbiana" află faptul că Ocolescu le-a oferit comuniștilor scheletul mastodontului și le oferă acestora o sumă de bani. Vogoride (Liviu Ciulei) încearcă să o convingă pe Duduca să îi pună la dispoziție planul zăcământului, în timp ce Mărcuș (Zephi Alșec) și Penescu (Alexandru Virgil Platon) îl sechestrează pe inginer în săpături. Aceștia nu reușesc să facă rost de planuri, exploatarea se prăbușește, iar Penescu și inginerul își pierd viața.
Vogoride și ceilalți agenți sunt invitați de către Micu să ia partea la masă, după decesul tatălui său. Primarul Lache, însoțit de Ilie Gogan îi cheamă pe țărani și le transmite o hotărâre din partea autorităților, care le interzice să exploateze pe cont propriu petrolul. Aflând că soțul său a fost ucis de către agenți, Duduca decide să le ofere autorităților planurile zăcământului, pe care Gogan i le încredințează tânărului UTC-ist Trică (Dan Nuțu). 
La plecarea din sat, activiștii sunt opriți de către agenți, care deschid focul asupra lor, pierzându-și viața inclusiv Enciu, cât și agenții. Singurul supraviețuitor a fost Trică, care ajuns la maturitate a devenit inginer petrolist.

## Distribuție
Distribuția filmului este alcătuită din:
- Toma Caragiu — Ilie Gogan, maistru la rafinăria Vega, șeful grupului de activiști comuniști trimiși în satul Ardepământ ca să vândă gaz țăranilor și să ducă muncă politică
- Gheorghe Dinică — Ilarie Micu, cârciumarul reacționar din satul Ardepământ, fiul fostului primar al comunei, proprietarul localului „La Hai noroc și Doamne-Ajută”
- Liviu Ciulei — Vogoride, reprezentantul societății anonime „Columbiana”, care a efectuat forări în zonă și este interesat de harta zăcământului de petrol
- Olga Tudorache — duduca Hortensia, urmașa unei familii de moșieri, soția bătrânului geolog
- Jean Constantin — Mitică „D.K.W.”, fost motociclist la „zidul morții”, șoferul autocisternei DKW care-i transportă pe muncitorii de la rafinăria Vega
- Ernest Maftei — Petre Alexiu, muncitor la rafinăria Vega, activist comunist
- Emil Botta — ing. Oscar Ocolescu, geologul petrolist care a descoperit scheletul unui mastodont într-un zăcământ de petrol
- Dan Nuțu — Trică, muncitor la rafinăria Vega, un tânăr utecist care a devenit ulterior inginer petrolist
- Dorina Lazăr — Floarea, țărancă văduvă și săracă din Ardepământ, simpatizantă comunistă
- Constantin Codrescu — ing. Emilian Enciu, geologul petrolist chemat de ing. Ocolescu să cerceteze zăcământul de petrol
- Grigore Gonța — Panait, muncitor la rafinăria Vega, activist comunist
- Colea Răutu — Lache, primarul comunist al comunei
- Constantin Rauțchi — Mutul, un țăran sărac care-l ajută pe ing. Ocolescu
- Dumitru Rucăreanu — Toboșarul, crainicul satului
- Zephi Alșec — Mărcuș, agentul societății anonime „Columbiana”
- Ștefan Mihăilescu-Brăila — Lixandru, ajutorul cârciumarului Micu
- Virgil Platon — Penescu, agentul societății anonime „Columbiana” care moare în urma prăbușirii puțului
- Ion Anghel — Ananie Păun, finul cârciumarului Micu
- Sebastian Radovici — Kish, agentul societății anonime „Columbiana”
- Gheorghe Novac — nea Făsui, țăranul știrb și sărac care are nevoie de plug
- Ștefan Georgescu

## Primire
Filmul a fost vizionat de 1.474.038 de spectatori în cinematografele din România, după cum atestă o situație a numărului de spectatori înregistrat de filmele românești de la data premierei și până la data de 31 decembrie 2014 alcătuită de Centrul Național al Cinematografiei.